# 阿尔宗河
阿尔宗河（法語：Arzon，法語發音：[aʁzɔ̃]）是法国奥弗涅-罗讷-阿尔卑斯大区上卢瓦尔省与多姆山省的河流，是卢瓦尔河的右支流，长43.9千米，发源自默代罗勒，于沃雷流入卢瓦尔河。